# Acrocercops phaeospora
Acrocercops phaeospora är en fjärilsart som beskrevs av Edward Meyrick 1916. Acrocercops phaeospora ingår i släktet Acrocercops och familjen styltmalar. Inga underarter finns listade i Catalogue of Life.